# Republika Kina

Republika Kina, poznata i kao Tajvan je djelomično priznata de facto država, koja se nalazi većim dijelom na otoku Tajvan u istočnoj Aziji. Zajedno sa susjednim manjim otočnim skupinama Peskadori, Quemoy i Matsu od 1949. funkcionira kao de facto neovisna država koja sebe naziva Republika Kina (kin. 中華民國, Chung-hua Min-kuo). Vlasti Narodne Republike Kine ne priznaju vladu Republike Kine i smatraju Republiku Kinu dijelom Narodne Republike Kine.
Zemlja koja je nastala povlačenjem kineskog režima i vojske predvođene strankom Kuomintang, nakon poraza u Kineskom građanskom ratu 1927. – 1950. uspjela je strateškim osloncem na zapadne sile nesklone komunističkoj NR Kini postići zavidni stupanj gospodarskog razvitka i ovladati najsuvremenijim tehnologijama. Kao zemlja s približno 24 milijuna stanovnika, Tajvan predstavlja jednu od najprosperitetnijih ekonomija u Aziji i cijelom Svijetu. 1990.-ih godina su provedene demokratske reforme, koje su tajvansko društvo uvele u red suvremenih demokracija. Međutim je i NR Kina vrlo unaprijedila svoj ekonomski i politički položaj, a i vojnu snagu; u 21. stoljeću se sve češće i posve glasno govori o mogućnosti da NR Kina silom pripoji Tajvan.

## Zemljopis
Tajvan je odvojen od Narodne Republike Kine Tajvanskim prolazom širokim oko 180 km. Na sjeveru je Istočno kinesko more, na istoku Filipinsko more te na jugu Južno kinesko more.
Otok se proteže oko 400 km u pravcu sjever-jug i 145 km u pravcu istok-zapad. Od sjevera do juga proteže se Središnji Planinski Masiv (kineski: Chung-yang Shan-mo) čije se vrlo strme planine na istočnoj strani otoka spuštaju izravno u more, a prema zapadu postepeno prelaze u primorsku ravnicu.
Većina Tajvana je prekrivena planinama, te ima čak 200 planinskih vrhova viših od 3.000 m (najviši vrh Yushan, 3.997 m).
U vrlo gusto naseljenoj zemlji, veliki gradovi su smješteni u ravničarskom području uz zapadnu obalu otoka, tj. uz Tajvanski tjesnac. Na samom sjeveru otoka, položeni su velegradovi Taipei (glavni grad) s 2,7 milijuna stanovnika, obližnji Novi Taipei s 3,9 milijuna stanovnika i također obližnji Taoyuan s 2,3 milijuna stanovnika. U ravnici na zapadu srednjeg dijela otoka smješten je Taichung s 2,8 milijuna stanovnika. U južnom dijelu otoka, također u ravnici uz zapadnu obalu, smješteni su Tainan s 1,8 i Kaohsiung s 1,1 milijun stanovnika.
Tajvan kontrolira nekoliko naseljenih otočja, od kojih se Penghu ("Peskadores") s oko 100.000 stanovnika nalaze usred Tajvanskog tjesnaca, a otočja Kinmen (stanovništvo također oko 100.000), Matsu (oko 13.000 stanovnika) i Wuqiu (oko 700 stanovnika) se nalaze vrlo blizu kineskom kopnu.

## Povijest

### 16. – 19. stoljeće
Smatra se da je Tajvan tisućama godina bio naseljen malajsko-polinezijskim narodima. U 16. stoljeću su ondje svoje baze uspostavili europski trgovci, te su od toga vremena na otok počeli radi trgovine dolaziti također i kineski trgovci. Portugalci su otok nazvali ga "Ilha Formosa" (Krasni otok), koje će ime kasnije stoljećima ostati u uporabi. 
1624. godine uspostavlja ondje bazu Nizozemska istočnoindijska kompanija, koja 1626. godine odande tjera Španjolce koji su ondje ranije podigli vlastite (privatne) trgovačke baze. 
1662. godine kineski vojskovođa Zheng Cheng-gong osvaja otok u vrijeme građanskog rata u Kini na kraju vladavine dinastije Ming, te na Tajvanu proglašava vlast svoje "kuće Koxinga". Vojne snage Zheng Cheng-gonga su brojale čak oko 25.000 ljudi, te su se smjestile na mjestu gdje su se nalazile nizozemske tvrđave Zeelandia i Provintia na jugozapadnom dijelu otoka, u blizini današnjeg Tainana, odakle je Nizozemska istočnoindijska kompanija vodila unosnu operaciju trgovine s Japanom. U tom su dijelu otoka Nizozemci bili kristijanizirali dio domaćeg stanovništva, te doveli svoje farmere koji su organizirali uzgoj tropskih začina. Kinezi su za potrebe prehrane svoje vojske naselili u taj dio otoka vlastite seljake. 
Zheng Cheng-gong je otok Tajvan proglasio svojom kneževinom, a njegove snage su provodile akcije na širokom primorskom području Kine napadajući područja pod vladavinom mandžurske dinastije Qing, te povijest tog kineskog zapovjednika i njegove vojnike uglavnom pamti kao pirate. Sam Zheng Cheng-gong (još se piše: Zheng Chenggong i Cheng Ch'eng-kung) je umro već 1662. godine; naslijedio ga je sin Ke-chang (piše se još: Zheng Jing i Xianzhi), koji će novom kneževinom vladati do smrti 1681. godine. Nakon njegove smrti je jedan od vođa kineskih snaga na Tajvanu Shi-lang prešao na stranu mandžurske dinastine Qing – koja još nije bila uspostavila uvjerljivu flotu te je porazio svoje dojučerašnje drugove na Tajvanu. Nakon određenog predomišljanja – zapravo je isprva naređeno da oko 100.000 Kineza koji su bili na otoku moraju iseliti u Kinu. Godine 1684. dinastija Qing odlučila je pripojiti otok svojem carstvu. 
1858. godine su kineske vlasti pristale dopustiti zapadnim silama da na otoku uspostave vlastite luke, a 1895. otok je pripao Japanu, tijekom Prvog kinesko-japanskog rata.

### 20. stoljeće
Tajvan je poslije japanskog poraza u drugom svjetskom ratu vraćen Kini. Snage nacionalističke stranke Kuomintang pod vodstvom Čang Kaj-šeka sklonile su se na otok nakon što su 1949. poražene od komunista u građanskom ratu. Po izbijanju Korejskog rata u kojem je komunistička vlast Narodne Republike Kine spasila od propasti Sjevernu Koreju, SAD su pružile vojnu i političku pomoć Kuomintangu na Tajvanu. 
U narednim desetljećima odnosi između NR Kine i Tajvana predvođenog partijom i vojskom koja je protiv kineskih komunista dugo i nepomirljivo ratovala bili su prožeti neprijateljstvom i nerijetko napeti. U Prvoj krizi u Tajvanskom tjesnacu 1954.-1955. godine vojne snage NR Kine su uspjele osvojiti otočić Yijiangshan posve blizu kineske obale, ubivši u teškim borbama 713 pripadnika tamošnje posade i zarobivši njih 130, uz također teške gubitke na strani Narodnooslobodilačke armije Kine. U Drugoj krizi u Tajvanskom tjesnacu 1958. godine Narodnooslobodilačka armije Kine je intenzivno granatirala otočje Kinmen, također pred samom kineskom obalom, odakle su snage Republike Kine (tj., snage Tajvana) također topništvom tukle kineske položaje. Postradale su stotine vojnika s obje strane, oštećeno je i potopljeno više vojnih brodova na svakoj strani, a sukob je okončao nakon što su se u njega izravno uključile vojne snage Sjedinjenih Američkih Država, odlučne da brane teritorij Tajvana.

Do 1971. godine vlada na Tajvanu predstavljala je NR Kinu u Ujedinjenim narodima.
Republika Kina je bila jedna od osnivača Ujedinjenih naroda i jedna od 5 stalnih članica Vijeća sigurnosti, dok to mjesto nije 25. listopada 1971. zauzela NR Kina odlukom Opće skupštine UN.
Zbog političkih pritisaka NR Kine, za Republiku Kinu se u međunarodnim organizacijama ponekad koristi naziv Kineski Taipei.
Nakon što je krajem 1970-ih godina došlo do poboljšanja odnosa između NR Kine i SAD-a, u čemu se Sjedinjene Američke Države u principu nisu protivile težnjama NR Kine za ujedinjenje Tajvana, pod uvjetom da ujedinjenje bude mirno, američki diplomatski odnosi s Tajvanom su bili na niskoj razini, te su na zahtjev NR Kine 1994. god. SAD čak odbile dati vizu za ulazak tajvanskog predsjednika na područje SAD. Kada su 1995. godine to ipak dopustile (predsjednik Lee Teng-hui je privatno posjetio Sveučilište Cornell), počele su demonstrativne kineske vojne vježbe uz angažiranje velikih vojnih snaga, te čak gađanje raketama u područja gustog pomorskog prometa pred tajvanskim lukama. SAD je sa svoje strane poslao na područje Tajvanskog tjesnaca izrazito snažne mornaričke i zračne efektive, potvrdivši potporu samostalnosti Tajvana, pod cijenu ozbiljnog zahladnjenja odnosa s NR Kinom.
Rast gospodarskog i političkog utjecaja Narodne Republike Kine i njeno uvjetovanje uspostave diplomatskih odnosa prekidom svih službenih odnosa s Tajvanom doveli su do rastuće političke, ali ne i gospodarske izolacije otoka koji je postao jednom od najrazvijenijih zemalja Azije.
Kuomintang je dopustio djelovanje oporbenih političkih stranaka 1986., a godinu kasnije okončano je izvanredno stanje koje je bilo na snazi od 1949. Predsjednik Lee Teng-hui, također iz redova Kuomintanga, produbio je demokratske reforme i zaslužio naslov "oca demokracije" na Tajvanu. Na predsjedničkim izborima 2000. pobijedio je kandidat oporbene Demokratske napredne stranke Chen Shui-bian koji se zalaže za proglašenje potpune neovisnosti Tajvana od Narodne Republike Kine.
Veze Tajvana s Kinom su se ojačale nakon privrednih reformi u NR Kini zadnjih desetljeća: smatra se da do milijun Tajvanaca danas živi i radi u Kini, gdje su vlasnici mnogih poduzeća.

## Politika

### Međunarodno priznanje
Sljedećih 20 država ima diplomatske odnose s Tajvanom (Republikom Kinom):
| - Belize (1989.) - Burkina Faso (1994.) - Gvatemala (1960.) - Dominikanska Republika (1957.) - Kiribati (2003.) - Maršalovi Otoci (1998.) - Nauru (1980. – 2002., 2005.) - Nikaragva (1990.) - Palau (1999.) - Paragvaj (1957.) | - Salvador (1961.) - Esvatini (1968.) - Sveta Lucija (1984. – 1997., 2007.) - Sveti Vincent i Grenadini (1981.) - Sveti Kristofor i Nevis (1983.) - Solomonski Otoci (1983.) - Tuvalu (1979.) - Haiti (1956.) - Honduras (1965.) - Vatikan (1942.) |

 Sjeverna Makedonija je 1999. godine priznala Republiku Kinu (Tajvan), ali je odlaskom s vlasti Vasila Tupurkovskog predsjednik Trajkovski u 2000. godini povukao priznanje.
Makar su Sjedinjene Američke Države 1979. godine priznale vlasti NR Kine kao legitimnog predstavnika Kine, te uspostavile vrlo jake ekonomske i političke veze s NR Kinom, predstavljaju one i najdalje glavni vanjskopolitički i sigurnosni oslonac Tajvana, kojega tretiraju kao svojeg važnog saveznika. Japan i Južna Koreja, kao preostali važni saveznici SAD-a u tom dijelu svijeta, prate SAD u podršci samostalnosti Tajvana. Australija, kao daljnji bliski saveznik SAD-a, prima od vladajućih krugova NR Kine kritike, te čak prijetnje zbog svoje podrške Tajvanu, koja uključuje izrazito brzo rastuću Australsko-tajvansku gospodarsku suradnju. Nakon što su Filipini, također tradicionalni američki i tajvanski saveznik, pokazali 2020. god. stanovitu podršku zahtjevima NR Kine za pripojenjem Tajvana, diplomacija SAD-a se na najvišoj razini trudi osigurati podršku Filipina, dajući toj zemlji koja s Kinom ima stanovite sporove o granici na moru dodatna sigurnosna jamstva u slučaju konfrontacije s NR Kinom.

## Stanovništvo
Većinu stanovništva Tajvana čine Kinezi, uglavnom potomci prvih doseljenika iz južnog Fujiana i sjevernog Guangdonga koji govore osobitim dijalektima kineskog, hokkien i hakka. Oko 15% stanovnika su pristaše Kuomintanga (i njihovi potomci) iz svih dijelova Kine koji su stigli nakon 1945. i koji uglavnom govore standardnim mandarinskim kineskim jezikom, koji funkcionira kao službeni jezik, te pretežni dio stanovništva njime vlada u većoj ili manjoj mjeri. Hokkien se kolokvijalno, a u najnovije vrijeme čak i službeno naziva i "tajvanskim jezikom", te ga kao jezik komunikacije koristi oko 82 posto stanovništva. Oko 15 posto stanovništva čini kineska etnička grupa Hakka, ali hakka varijantom kineskog govori danas oko 6,6 posto stanovništva. Domorodci koji su na Tajvanu živjeli prije kineske kolonizacije čine oko 2% i žive uglavnom u planinskim dijelovima zemlje. Najbrojniji od njih su Amisi s oko 200.000 pripadnika.

## Gospodarstvo
Tijekom većeg dijela 20. stoljeća tajvansko je gospodarstvo bilježilo visoki, često i spektakularan rast. Na početku 21. stoljeća dvije trećine BDP-a ostvaruje uslužni sektor, a glavna grana industrije je proizvodnja informatičke opreme i drugih sofisticiranih proizvoda. Tajvan spada među nekolicinu zemalja koje predvode trendove u razvijanju novih tehnologija, te ima ekonomiju čiji je rast bitno vezan uz razvoj inovacija (engl. innovation driven economy). 2017. godine je Tajvan službeno pokrenuo prelazak na tzv. internet of things gospodarstvo, u kojemu će praktično svaki uređaj i poslovni proces biti umrežen.
Godine 2020., tajvanski je bruto društveni proizvod po stanovniku, prema paritetu kupovne moći (PPP) dosegao čak 56.429 USD, što uvrštava Tajvan među najproduktivnija gospodarstva svijeta, otprilike u razini s Njemačkom i Švedskom, a iznad npr. Kanade, Francuske i Japana. Ekonomski analitičari ukazuju da je tajvanska ekonomija u velikoj mjeri ovisna o trgovini s NR Kinom – upravo je rast u razmjeni s vrlo propulzivnom kineskom ekonomijom vrlo doprinio boljitku tajvanskog gospodarstva što Tajvan izvrgava stanovitim strateškim rizicima. Oko jedne trećine tajvanske međunarodne trgovinske razmjene otpada na trgovinu s NR Kinom.

## Vanjske poveznice
Sestrinski projekti
|  | Zajednički poslužitelj ima stranicu o temi Republika Kina    |
|  | Zajednički poslužitelj ima još gradiva o temi Republika Kina |
|  | Wječnik ima rječničku natuknicu Republika Kina               |